# Neapolis Rugby
Maillots
Actualités
Le Neapolis Rugby est un club féminin italien de rugby à XV basé dans le quartier de Bagnoli, à Naples, en Campanie. Fondé en 2023, il évolue en Serie A Élite (première division). Son emblème est une vue stylisée de la baie de Naples.

## Histoire
Le club est créé en juillet 2023. Il est le fruit de la fusion de deux clubs napolitains : l'Amatori Napoli Rugby et l'Amatori Torre del Greco, qui œuvraient séparément au développement du rugby à XV féminin. Le projet inclut plusieurs autres clubs de Campanie, intégrés dans un processus de « tutorat » qui permet à toutes les joueuses de ces clubs de se concentrer au sein de l'entente.
Le club dispose des infrastructures de l'Amatori Rugby Napoli, installé dans l'ancienne base de l'Otan du quartier Bagnoli et rebaptisée Villaggio del rugby.
Pour sa première saison sportive dans le championnat de 2e division 2023-2024, le Neapolis termine en tête de sa poule. Lors des demi-finales aller-retour, face aux Puma Bisenzio, les deux équipes ne se départagent pas (20-18 et 15-17) et ce sont les Toscanes qui se qualifient sur la base de l'article 31 du règlement fédéral (prise en compte de critères extra-sportifs). À la fin de la saison, la jeune Eva Eschylle rejoint la France et les Pink Rockets du Stade français Paris.[réf. nécessaire]
Au terme de la saison 2024-2025, les Napolitaines sont sacrées championnes et promues en première division.

## Palmarès
- Championnes de Serie A en 2025

| Saison    | Classement  | Compétition | Pts | MJ | V  | N | D | Phase finale                                             |
| --------- | ----------- | ----------- | --- | -- | -- | - | - | -------------------------------------------------------- |
| 2023-2024 | 1er poule 3 | Serie A     | 48  | 10 | 10 | 0 | 0 | Demi-finaliste (18-20 et 17-15 contre les Puma Bisenzio) |
| 2024-2025 | 1er poule 3 | Serie A     | 45  | 10 | 9  | 0 | 1 | Championnes (13-10 contre Rugby Parabiago)               |

| Saisons   | Entraineur       | Adjoints                                                   |
| --------- | ---------------- | ---------------------------------------------------------- |
| 2023-2025 | Luca Stornaiuolo | Natascia Vano                                              |
| 2025-     | Luca Stornaiuolo | Alessandro Quarto (avants) ; Matteo Rinauro (trois-quarts) |